# Rita Ora
Rita Sahatçiu Ora (født Rita Sahatçiu 26. november 1990 i Pristina) er en engelsk-albansk sanger og sangskriver.

## Opvækst
Rita Ora blev født i 1990 i Pristina, SFR Jugoslavien (nu Kosovo) og flyttede med sine forældre til Storbritannien samme år. Hun voksede op i det vestlige London og gik i folkeskole i Earls Court, hvorefter hun gik på Sylvia Young Theatre School og fik eksamen derfra.

## Musikkarriere
Ora begyndte med at synge offentligt til open mike-arrangementer forskellige steder i London samt undertiden på sin fars pub. I 2008 stillede hun som 16-årig op i en konkurrence om at blive Storbritanniens deltager ved Eurovision Song Contest og kvalificerede sig i første omgang videre, men trak sig efterfølgende fra konkurrencen med begrundelsen, at hun "ikke følte sig klar" og at "konkurrencen ikke rigtigt var hende". Hendes manager har siden fortalt, at Ora i første omgang troede, at denne deltagelse ville være vejen til succes, men at hun senere blev overbevist om, at det modsatte nemt kunne blive tilfældet.
I stedet fik hun kontrakt med det nystartede amerikanske pladeselskab, Roc Nation, som en af selskabets første kunstnere. Hun kom i første omgang til at optræde i videoer med Jay-Z og Drake, og hun indspillede materiale til et album, men selskabet anbefalede hende at se tiden an, og først i 2012 udgav hun sit debutalbum Ora. Inden albummet udkom singlerne "R.I.P." og "How We Do (Party)", der begge nåede førstepladsen på den engelske hitliste. Vejen var derfor beredt for albummet, der også gik direkte ind på førstepladsen på den britiske hitliste.
Efterfølgende har hun turneret i flere omgange og optrådte blandt andet i Tirana i forbindelse med 100-året for Albaniens uafhængighed. Hun beskæftigede sig i årene efter debutalbummet også med andre ting som design, reklame og tv.
Samarbejdet med Roc Nation gik galt i 2016, og Ora skiftede til Atlantic UK. Efter længere tids retslige forhindringer kunne hun omsider i 2018 udsende opfølgeren til debutalbummet, Phoenix. Albummet blev ikke så stort et hit som debuten, men nåede 11. pladsen i Storbritannien.

## Skuespiller
I 2004 optrådte hun i den engelske film Spivs. Siden har hun haft en mindre rolle i Fifty Shades of Grey (2015) og dennes efterfølgere.

## Diskografi
- Ora (2012)
- Phoenix (2018)

## Filmografi
- Fifty Shades of Grey (2015)
- Fifty Shades - I mørket (2017)
- Fifty Shades - Fri (2018)